# (1561) Fricke
(1561) Fricke es un asteroide perteneciente al cinturón exterior de asteroides descubierto el 15 de febrero de 1941 por Karl Wilhelm Reinmuth desde el observatorio de Heidelberg-Königstuhl, Alemania.

## Designación y nombre
Fricke fue designado al principio como 1941 CG.
Más adelante se nombró en honor del astrónomo alemán Walter Ernst Fricke (1915-1988).

## Características orbitales
Fricke orbita a una distancia media de 3,2 ua del Sol, pudiendo acercarse hasta 2,797 ua y alejarse hasta 3,604 ua. Tiene una inclinación orbital de 4,316° y una excentricidad de 0,126. Emplea en completar una órbita alrededor del Sol 2091 días.